# Amanda Rydman
Amanda Michaela Rydman, född 18 april 1967 i Stockholm  är en svensk journalist. Hon började vid ZTV men har i huvudsak arbetat för Sveriges Radio P3 som programledare för Folkradion från 1999 till 2003, Front från 2004 och sedan 2007 Rond. Sedan 2009 är Rydman exekutiv producent för P3 Dokumentär. Rydman har tävlat i På Spåret 2004 tillsammans med David Lega. Hon har två barn.
Rydman har även vikarierat som Ekots korrespondent i Bangkok.

## Utmärkelser
2012 mottog Rydman Daidalospriset för sitt arbete som exekutiv producent för P3 Dokumentär. 
Juryns motivering var: ”För att med klokskap, erfarenhet, energi och målmedvetenhet ha lotsat så många medarbetare och P3 Dokumentär i mål i en kristallklar riktning mot att göra de stora händelserna till självklara kunskaper i en bred publiks medvetande”